# Muara Bungo

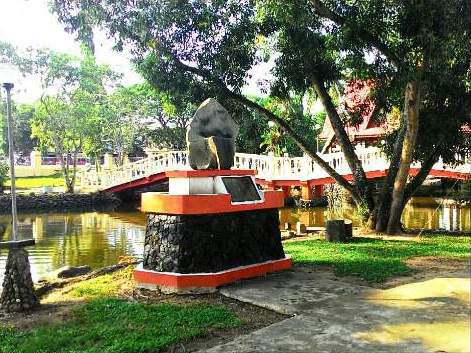
Một công viên tại Muara Bungo

Muara Bungo là một thị trấn ở tỉnh Jambi, Sumatra, Indonesia. Đây là thủ phủ của huyện Bungo ở Sumatra. Nơi đây có dân số 21.243 theo điều tra dân số năm 2020.